# Salvator Rosa

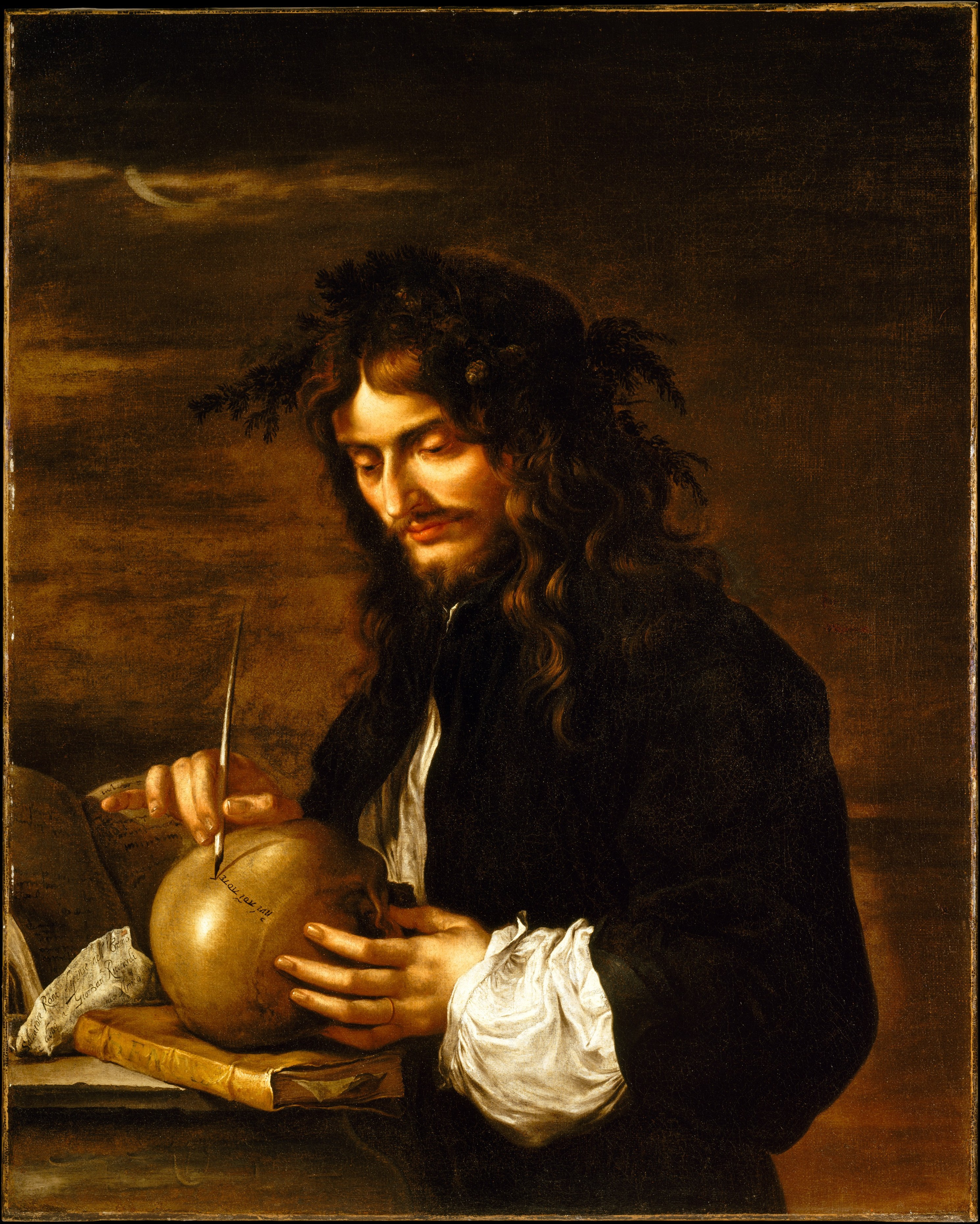
Autoportret

Salvator Rosa (n. 20 iunie 1615, Napoli, Regatul Neapolelui – d. 15 martie 1673, Roma, Statele Papale) a fost un pictor italian baroc, poet și grafician, care a lucrat în Napoli, Roma și Florența. Ca pictor, este cel mai bine cunoscut ca un protoromantic „rebel perpetuu” și ca un „neortodox și extravagant”.